# Municipio de Northville (Dakota del Sur)
El municipio de Northville (en inglés: Northville Township) es un municipio ubicado en el condado de Spink en el estado estadounidense de Dakota del Sur. En el año 2010 tenía una población de 192 habitantes y una densidad poblacional de 0,75 personas por km².

## Geografía
El municipio de Northville se encuentra ubicado en las coordenadas 45°9′0″N 98°37′33″O / 45.15000, -98.62583. Según la Oficina del Censo de los Estados Unidos, el municipio tiene una superficie total de 257.36 km², de la cual 256,52 km² corresponden a tierra firme y (0,32 %) 0,83 km² es agua.

## Demografía
Según el censo de 2010, había 192 personas residiendo en el municipio de Northville. La densidad de población era de 0,75 hab./km². De los 192 habitantes, el municipio de Northville estaba compuesto por el 98,96 % blancos, el 0,52 % eran afroamericanos y el 0,52 % eran de una mezcla de razas. Del total de la población el 0 % eran hispanos o latinos de cualquier raza.